# Culicoides pallidus
Culicoides pallidus är en tvåvingeart som beskrevs av Khalaf 1957. Culicoides pallidus ingår i släktet Culicoides och familjen svidknott. Inga underarter finns listade i Catalogue of Life.